# Roberto Colciago
Roberto Colciago (Saronno, 1968. április 4. –) olasz autóversenyző, jelenleg a M1RA színeiben versenyez a TCR nemzetközi sorozatban. Korábban megfordult a Túraautó-Európa-bajnokság valamint a Túraautó-világbajnokság mezőnyében is. 2001-ben és 2002-ben megnyerte a Svéd túraautó-bajnokságot, továbbá 2006-ban, 2009-ben és 2016-ban az Olasz túraautó-bajnokságot.

## Pályafutása
Gokartozás után 19 évesen Colciago az Olasz Formula–3-as bajnokságban kezdte meg a pályafutását, az ötödik pozícióban zárta az 1987-es szezont, egy győzelemmel debütáló évében. 1990-ben azonban már megnyerte a bajnokságot. Ezután a Formula–3000 sorozatban folytatta karrierjét, de 1992-ben visszatért az Olasz Formula–3-as bajnokságba, majd két további szezont töltött a Német Formula–3-as bajnokságban.
1995-ben Colciago megkezdte túraautós pályafutását az Olasz és a Spanyol túraautó-bajnokságban, amiket a 8. és a 10. pozícióban zárt a szezon végén. Ezután az Olasz túraautó-bajnokságban folytatta, ahol megnyerte a privát versenyzők értékelését 1996-ban valamint 1999-ben. 2000-ben és 2001-ben a Túraautó-Európa-bajnokság-ban versenyzett, egy Audi A4-et vezetve.
2001-ben megnyerte a Svéd túraautó-bajnokságot, majd 2002-ben megvédte a titulusát.
2003-ban ismételten teljes szezont futott a Túraautó-Európa-bajnokság-ban.
2004-ben ismét visszatért Olaszországba versenyezni, az Olasz túraautó-bajnokságba, ahol két versenyt nyert és a második lett az összetettben.
2005-ben ismét visszatért a megújult ETCC bajnokságba, amit ettől az évtől kezdve Túraautó-világbajnokságnak (WTCC) hívtak, egy Honda Accordot vezetett a JAS Motorsport színeiben és a tíz fordulóból az első haton vett részt, ezen a 12 futamon összesen 4 pontot gyűjtött, legjobb eredménye egy 6. hely volt az Imolai első futamon.
2006-ban a Hondát előbb egy SEAT Toledo Cuprára, majd egy SEAT Leónra cserélte a Túraautó-világbajnokságon. Mindössze az első két hétvégén állt rajthoz, pontot nem szerzett legjobb eredménye egy 11. hely volt a Paul Ricard-i második futamon. Eközben viszont megnyerte az Olasz túraautó-bajnokságot.
2007-ben teljesítette legjobb és egyben utolsó szezonját a WTCC-ben, a bajnokság 17. helyén végzett 6 pontot gyűjtve. Ebben az évben is egy SEAT Leónt vezetett méghozzá a SEAT Sport Italia csapat színeiben. Legjobb eredményét rögtön a szezon második hétvégéjén Zandvoortban megszerezte, ami egy 6. hely volt majd még szintén ezen a hétvégén, a második futamon szerzett egy 7. helyet is, később azonban már csak egyszer tudott a pontszerzők között végezni, az német hétvégén, amikor is a oscherslebeni első versenyen a 8.-ként haladt át a kockás zászló alatt. Összesen 7 hétvégén vett részt a tizenegyből.
2009-ben másodszorra is megszerezte az Olasz túraautó-bajnokság bajnoki címét.
2016-ban már harmadszorra lett az Olasz túraautó-bajnokság legjobbja, valamint rajthoz állt a TCR nemzetközi sorozat utolsó  előtti, maláj hétvégéjén, rögtön megszerezte a pole-pozíciót és az első futamát egyből megnyerte a szériában.
2017-re leszerződtette a M1RA azaz Michelisz Norbert csapata a fiatal Tassi Attila mellé. A szezon második hétvégéjén Bahreinben a nyitó futamon rögtön meg is szerezte második győzelmét a sorozatban, Monzában pedig már kettős győzelemnek örvendhetett a M1RA miután az első futamon Colciago mögött csapattársa Tassi Attila érkezett másodikként a célba. A soronkövetkező Salzburgringi hétvége második futamán ismét győzni tudott Colciago, már a harmadik győzelmét szerezte a szezonban. Oscherslebenben azonban a M1RA a szezonbeli leggyengébb hétvégéjét futotta, ráadásul Colciago a második futamon egy hatalmas rajtbalesetbe is keveredett, ami után bordatörés miatt nem állhatott rajthoz a következő hétvégén Buriramban. Az egész szezon során bajnokesélyesnek számított azonban a szezon utolsó részén már nem sikerült megismételni korábbi eredményeit, és a tabellán az ötödik pozícióba csúszott vissza.

## Eredményei

### Teljes ETCC eredménylistája
| Év   | Csapat                   | Autó               | 1        | 2        | 3        | 4       | 5        | 6        | 7        | 8        | 9        | 10       | 11      | 12      | 13      | 14       | 15       | 16      | 17       | 18      | 19        | 20        | Helyezés | Pont |
| ---- | ------------------------ | ------------------ | -------- | -------- | -------- | ------- | -------- | -------- | -------- | -------- | -------- | -------- | ------- | ------- | ------- | -------- | -------- | ------- | -------- | ------- | --------- | --------- | -------- | ---- |
| 2000 | AGS Motorsport           | Audi A4 Quattro    | MUG 1 Ki | MUG 2 7  | PER 1 6  | PER 2 4 | A1R 1 Ki | A1R 2 Ni | MNZ 1    | MNZ 2 Ki | HUN 1 Ki | HUN 2 Ni | IMO 1   | IMO 2 1 | MIS 1 6 | MIS 2 7  | BRN 1 5  | BRN 2 1 | VAL 1 4  | VAL 2 6 | MOB 1     | MOB 2 Ki  | 6.       | 154  |
| 2001 | AGS Motorsport           | Audi A4 Quattro    | MNZ 1 3  | MNZ 2 3  | BRN 1 Ki | BRN 2 9 | MAG 1 3  | MAG 2 1  | SIL 1 Ni | SIL 2 Ki | ZOL 1 2  | ZOL 2 Ki | HUN 1 3 | HUN 2 1 | A1R 1 4 | A1R 2 Ki | NÜR 1 6  | NÜR 2 3 | JAR 1 Ki | JAR 2 8 | EST 1 6   | EST 2 3   | 6.       | 423  |
| 2002 | GTA Racing Team Nordauto | Alfa Romeo 156 GTA | MAG 1    | MAG 2    | SIL 1    | SIL 2   | BRN 1    | BRN 2    | JAR 1    | JAR 2    | AND 1    | AND 2    | OSC 1   | OSC 2   | SPA 1   | SPA 2    | PER 1 15 | PER 2   | DON 1 Ki | DON 2 9 | EST 1     | EST 2     | 12.      | 6    |
| 2003 | GTA Racing Team Nordauto | Alfa Romeo 156 GTA | VAL 1 9  | VAL 2 11 | MAG 1 5  | MAG 2 5 | PER 1    | PER 2    | BRN 1 8  | BRN 2 6  | DON 1 6  | DON 2 11 | SPA 1 8 | SPA 2 5 | AND 1   | AND 2 Ki | OSC 1 5  | OSC 2 6 | EST 1 3  | EST 2 3 | MNZ 1 Kiz | MNZ 2 12† | 6.       | 66   |

† — Nem fejezte be a futamot, de értékelve lett, mert teljesítette a versenytáv 90%-át

### Teljes WTCC eredménylistája
| Év   | Csapat               | Autó                | 1        | 2        | 3        | 4        | 5        | 6        | 7        | 8        | 9        | 10       | 11       | 12       | 13       | 14       | 15      | 16       | 17       | 18       | 19       | 20      | 21    | 22    | Helyezés | Pont |
| ---- | -------------------- | ------------------- | -------- | -------- | -------- | -------- | -------- | -------- | -------- | -------- | -------- | -------- | -------- | -------- | -------- | -------- | ------- | -------- | -------- | -------- | -------- | ------- | ----- | ----- | -------- | ---- |
| 2005 | JAS Motorsport       | Honda Accord Euro R | ITA 1 12 | ITA 2 Ki | FRA 1 12 | FRA 2 12 | GBR 1 12 | GBR 2 19 | SMR 1 6  | SMR 2 Ki | MEX 1 Ki | MEX 2 18 | BEL 1 8  | BEL 2 Ki | GER 1    | GER 2    | TUR 1   | TUR 2    | ESP 1    | ESP 2    | MAC 1    | MAC 2   |       |       | 19th     | 4    |
| 2006 | Scuderia de Girasole | SEAT Toledo Cupra   | ITA 1 Ki | ITA 2 Ni |          |          |          |          |          |          |          |          |          |          |          |          |         |          |          |          |          |         |       |       | Hn       | 0    |
| 2006 | Scuderia de Girasole | SEAT León           |          |          | FRA 1 15 | FRA 2 11 | GBR 1    | GBR 2    | GER 1    | GER 2    | BRA 1    | BRA 2    | MEX 1    | MEX 2    | CZE 1    | CZE 2    | TUR 1   | TUR 2    | ESP 1    | ESP 2    | MAC 1    | MAC 2   |       |       | Hn       | 0    |
| 2007 | SEAT Sport Italia    | SEAT León           | BRA 1 WD | BRA 2 WD | NED 1 6  | NED 2 7  | ESP 1 Ki | ESP 2 Ki | FRA 1 Ni | FRA 2 Ni | CZE 1    | CZE 2    | POR 1 Ki | POR 2 Ni | SWE 1 19 | SWE 2 18 | GER 1 8 | GER 2 14 | GBR 1 12 | GBR 2 15 | ITA 1 22 | ITA 2 9 | MAC 1 | MAC 2 | 17.      | 6    |

### Teljes TCR nemzetközi sorozat eredménylistája
| Év   | Csapat             | Autó                   | 1       | 2        | 3     | 4       | 5        | 6        | 7     | 8     | 9        | 10      | 11      | 12      | 13       | 14       | 15       | 16       | 17      | 18      | 19       | 20       | 21    | 22    | Helyezés | Pont |
| ---- | ------------------ | ---------------------- | ------- | -------- | ----- | ------- | -------- | -------- | ----- | ----- | -------- | ------- | ------- | ------- | -------- | -------- | -------- | -------- | ------- | ------- | -------- | -------- | ----- | ----- | -------- | ---- |
| 2016 | Target Competition | Honda Civic TCR        | BHR 1   | BHR 2    | EST 1 | EST 2   | SPA 1    | SPA 2    | IMO 1 | IMO 2 | SAL 1    | SAL 2   | OSC 1   | OSC 2   | SOC 1    | SOC 2    | CHA 1    | CHA 2    | MRN 1   | MRN 2   | SEP 1    | SEP 2 Ki | MAC 1 | MAC 2 | 14.      | 30   |
| 2017 | M1RA               | Honda Civic Type R TCR | RIM 1 4 | RIM 2 12 | BHR 1 | BHR 2 5 | SPA 1 20 | SPA 2 13 | MNZ 1 | MNZ 2 | SAL 1 12 | SAL 2 1 | HUN 1 4 | HUN 2 5 | OSC 1 14 | OSC 2 Ki | CHA 1 WD | CHA 2 WD | ZHE 1 7 | ZHE 2 8 | DUB 1 Ki | DUB 2 Ni |       |       | 5.       | 161  |

## Külső hivatkozások
- Profilja a driverdb.com honlapon (angolul)
- Profilja a tcr-series.com honlapon (angolul)